# Tasiocera (Dasymolophilus) basispinosa
Tasiocera (Dasymolophilus) basispinosa is een tweevleugelige uit de familie steltmuggen (Limoniidae). De soort komt voor in het Afrotropisch gebied.